# Kampf um Indien
Kampf um Indien (Originaltitel Clive of India) ist eine Filmbiografie aus dem Jahr 1935 mit dem Hauptdarsteller Ronald Colman unter der Regie von Richard Boleslawski.

## Handlung
Der Film spielt zur Zeit des Dritten Karnatischen Kriegs und basiert auf der Biographie des britischen Generals Robert Clive, dem es gelang, die Vorherrschaft der East India Company in Bengalen auszubauen. Die Schlacht bei Plassey vom 23. Juni 1757 wird als dramatischer Kampf zwischen Kriegselefanten und britischen Soldaten filmisch inszeniert.

## Hintergrund
Der Film wird als eines der Schlüsselwerke der jingoistischen Filmproduktionen der 1930er Jahre angesehen und glorifiziert die Geschichte des britischen Empire. Clive wird als individualistisch-heroischer Vorkämpfer des Kolonialreiches dargestellt, der Befehle von korrupten Vorgesetzten missachtet und gegen indigene Tyrannen kämpft, die ihr eigenes Volk unterdrücken.
Colin Clive, der hier die Rolle des Captain Johnstone spielt, war ein Nachfahre des echten Robert Clive.
Clive of India feierte am 18. Januar 1935 seine Weltpremiere in New York City. In den deutschen Kinos erschien er erst zwei Jahre später, unter dem Titel Kampf um Indien, am 30. April 1937. Auch in Österreich hatte der Film seine Premiere erst 1937.

## Kritiken
Andre Sennwald schrieb in der New York Times vom 18. Januar 1935, Kampf um Indien habe „ernsthafte Schwächen in Schwerpunksetzung und in seinem unglücklichen Bemühen, zu viel erzählen zu wollen“. Der Film beschäftige sich mehr mit Clives Glanz als der Ethik und dem Imperialismus, für den er gestanden habe. Dennoch sei der Film ein „würdevolles und beeindruckendes Historiendrama“, das von Twentieth Century-Fox aufwendig gestaltet worden sei. Roland Colman würde die Hauptrolle mit „Elan und Überzeugung“ spielen und so eine berührende Darstellung bieten, urteilte Sennwald.